# بطن (حيوانات)

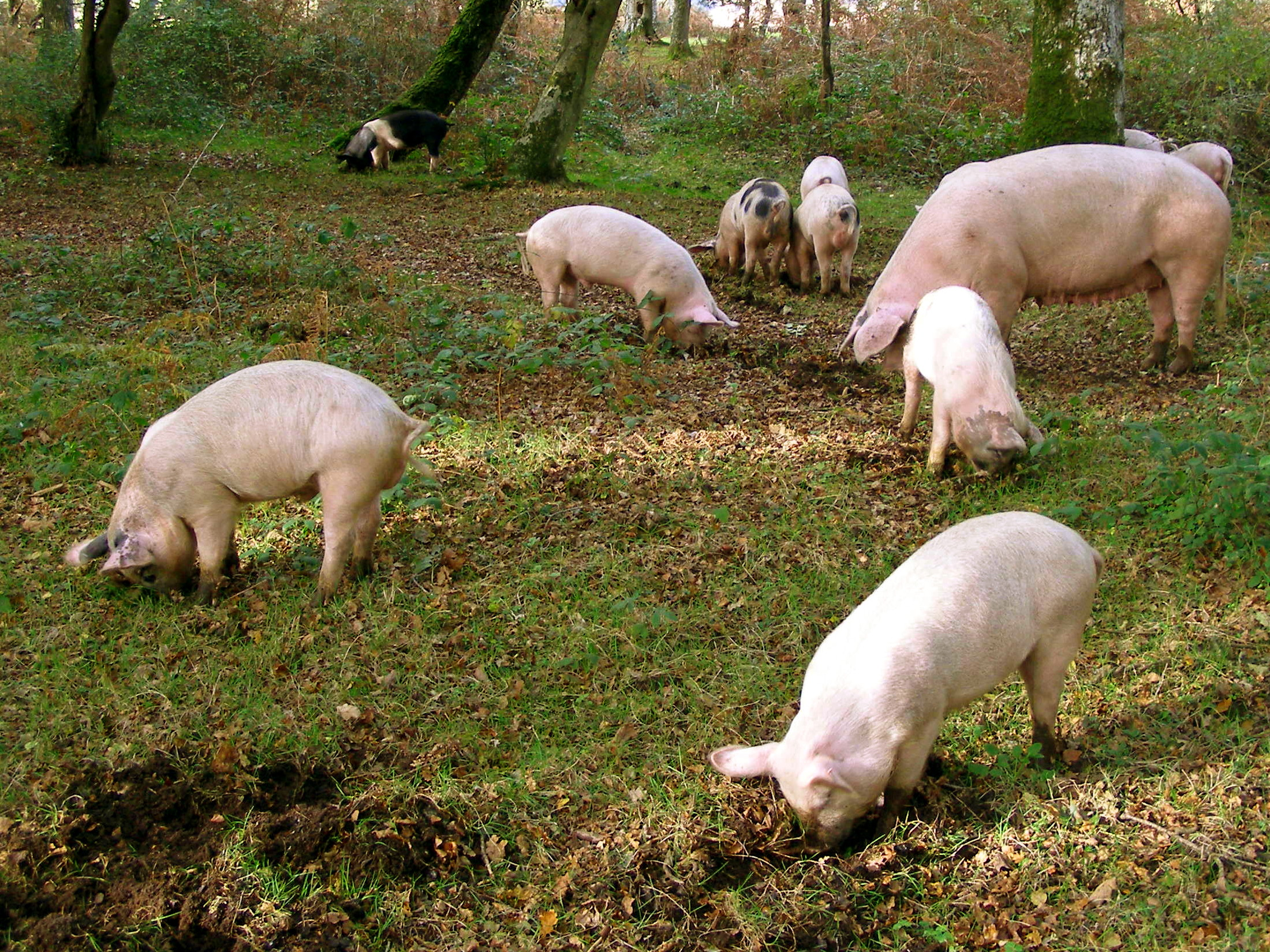

بالنسبة إلى المعاني الأخرى لكلمة litter، انظر المصطلح Litter (توضيح).
البطن هي النسل الذي ينتج في عملية ولادة واحدة لدى حيوانات من نفس الأم وغالبًا من نفس مجموعة الأبوين. وكثيرًا ما تستعمل الكلمة مع نسل الثدييات، ولكن يمكن أن تستخدم مع أي حيوان يلد مواليد متعددة. وفي المقابل، فإن مجموعة البيض والنسل الذي يخرج من منه كثيرًا ما يطلق عيهم اسم حضنة بيض ، بينما يطلق على صغار الطيور فقسة. وتعرف البطن بأنها ما اشتمل على ما بين ثلاثة إلى ثمانية مواليد.
وأما الحيوانات التي تنتمي إلى نفس البطن فتعرف باسم «الجرو القرين».
تُظهر الحيوانات كثيرًا سلوكًا يميل إلى الجماعية حيث يظهر في القطعان، الحشود، الأسراب، أو مستعمرات، وهذه المواليد المتعددة تتمتع بمميزات متشابهة. وتوفر البطن بعض الحماية من الافتراس وليس هذا للفرد الواحد فحسب ولكن لاستثمار الآباء في التربية. فمن خلال العديد من الصغار في حالة ما قام الحيوان المفترس بتناول العديد منها فإن الآخرين يمكن بقاؤهم أحياء حتى يصلوا إلى مرحلة النضوج، ولكن مع مولود واحد فإن فقده يعني أن موسم التربية لن يكون مثمرًا. ومن المزايا الأخرى البارزة فرصة انتقاء الحيوانات الأفضل صحة من بين المجموعة. وعلاوة على كونه قرارًا مقبولًا واعيًا من جانب الوالدين، فإن الصغير الأنسب والأقوى يستطيع المنافسة بصورة أفضل من أجل الحصول على الطعام والمسكن بصورة أكثر نجاحًا، وأما الصغير الأضعف أو الـأقزام فيُتركون للموت نتيجة نقص الرعاية.
ولكن في الحياة البرية نسبة صغيرة، إن وجد، من البطن يمكن أن تبقى على قيد الحياة حتى مرحلة البلوغ، بينما بالنسبة للحيوانات المنزلية أو تلك التي تحظى برعاية بشرية فإن جميع مجموعة الجراء يمكن أن تظل على قيد الحياة. وتنتمي القطط الصغيرة والكلاب الصغيرة إلى هذه المجموعة.